# Наскельне мистецтво Сахари

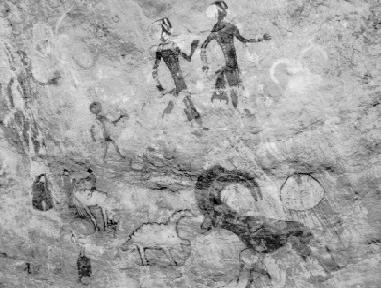
Печерні малюнки епохи неоліту у Тассілін-Адджер

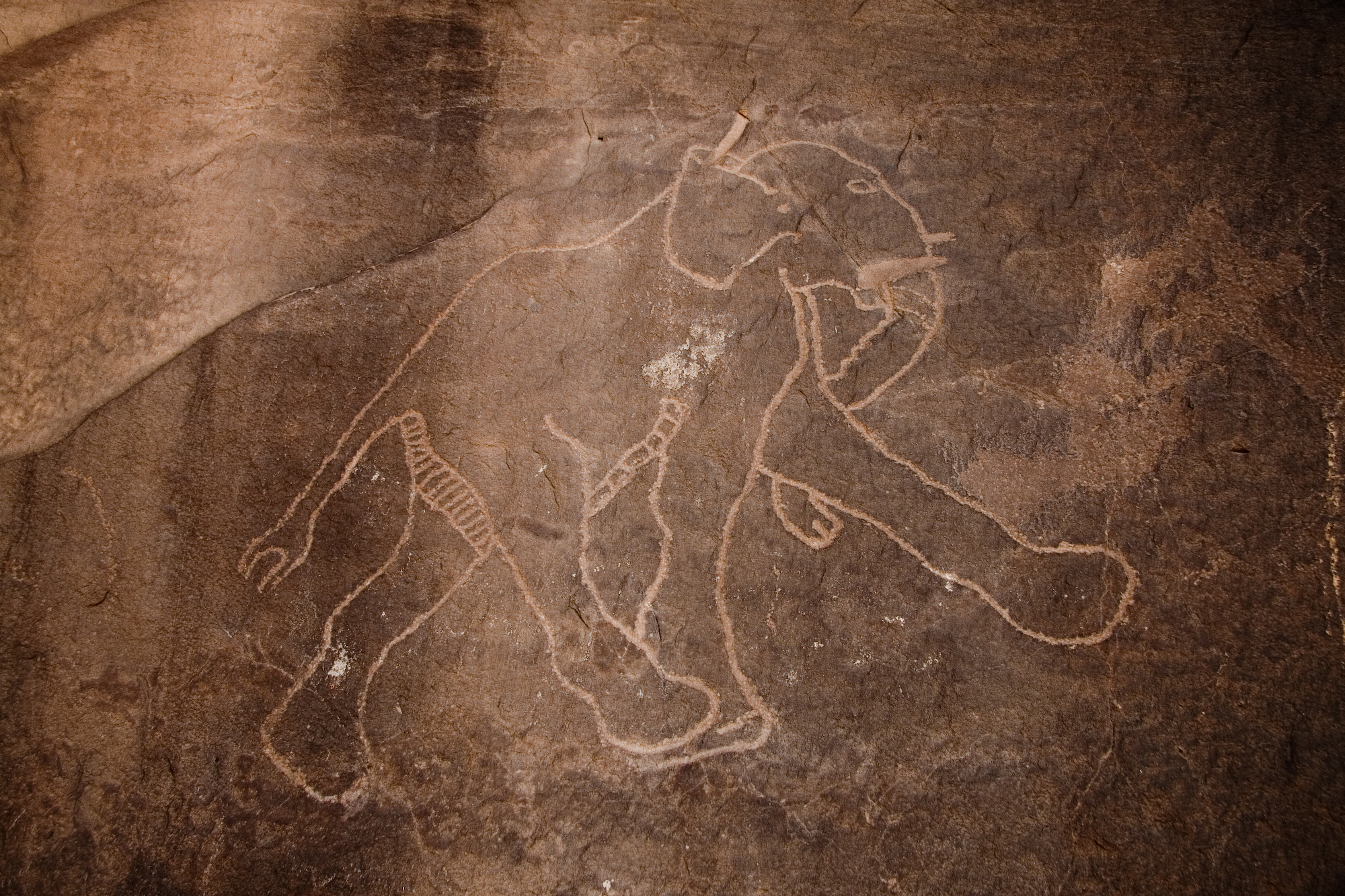
Наскельне зображення слона у регіоні Тадрарт-Акакус, Лівія. Зображення дозволяє судити про драматичні кліматичні зміни у регіоні.

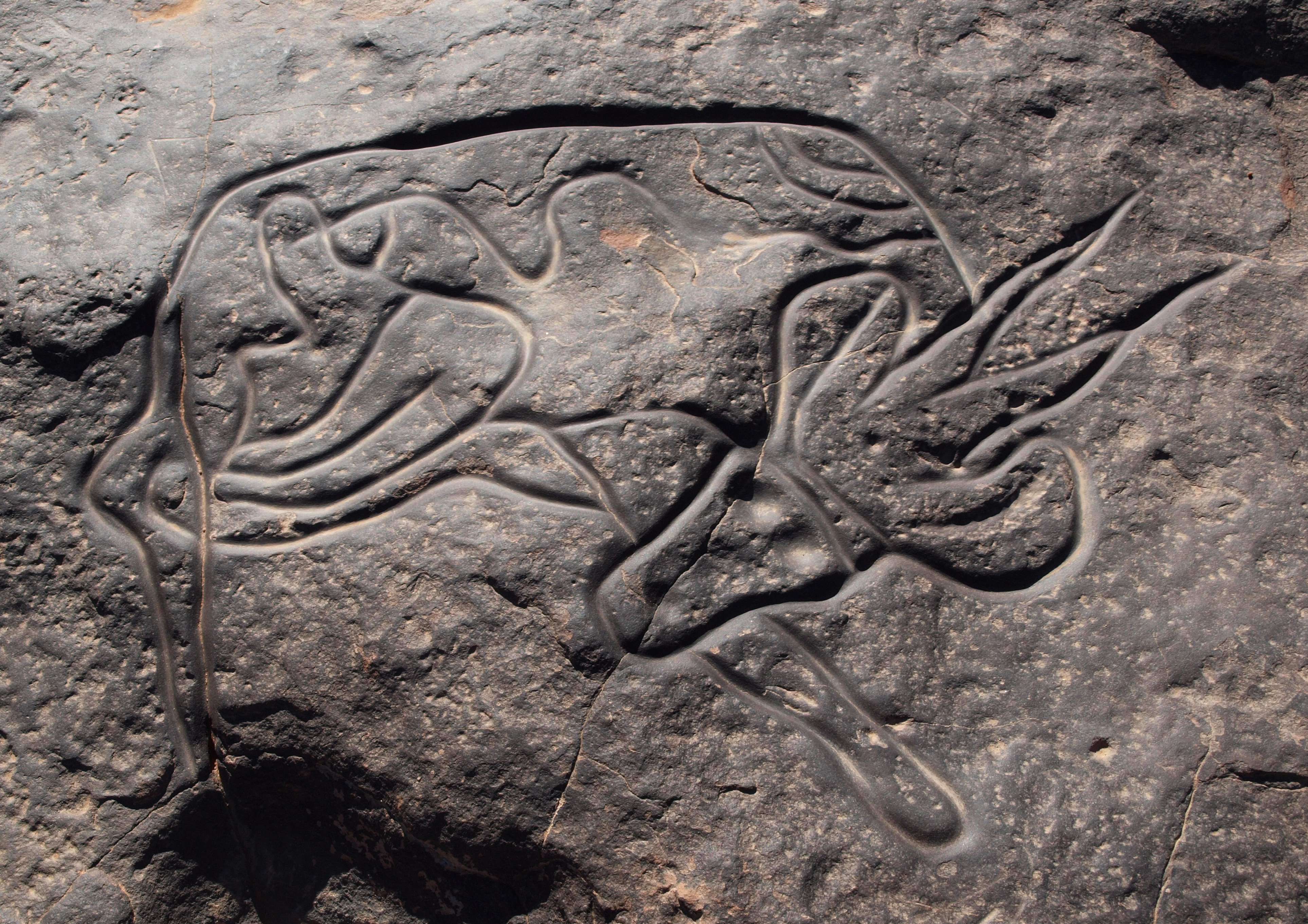
Наскельне зображення лежачої антилопи або газелі. Тін-Тагірт, Тассілін-Адджер

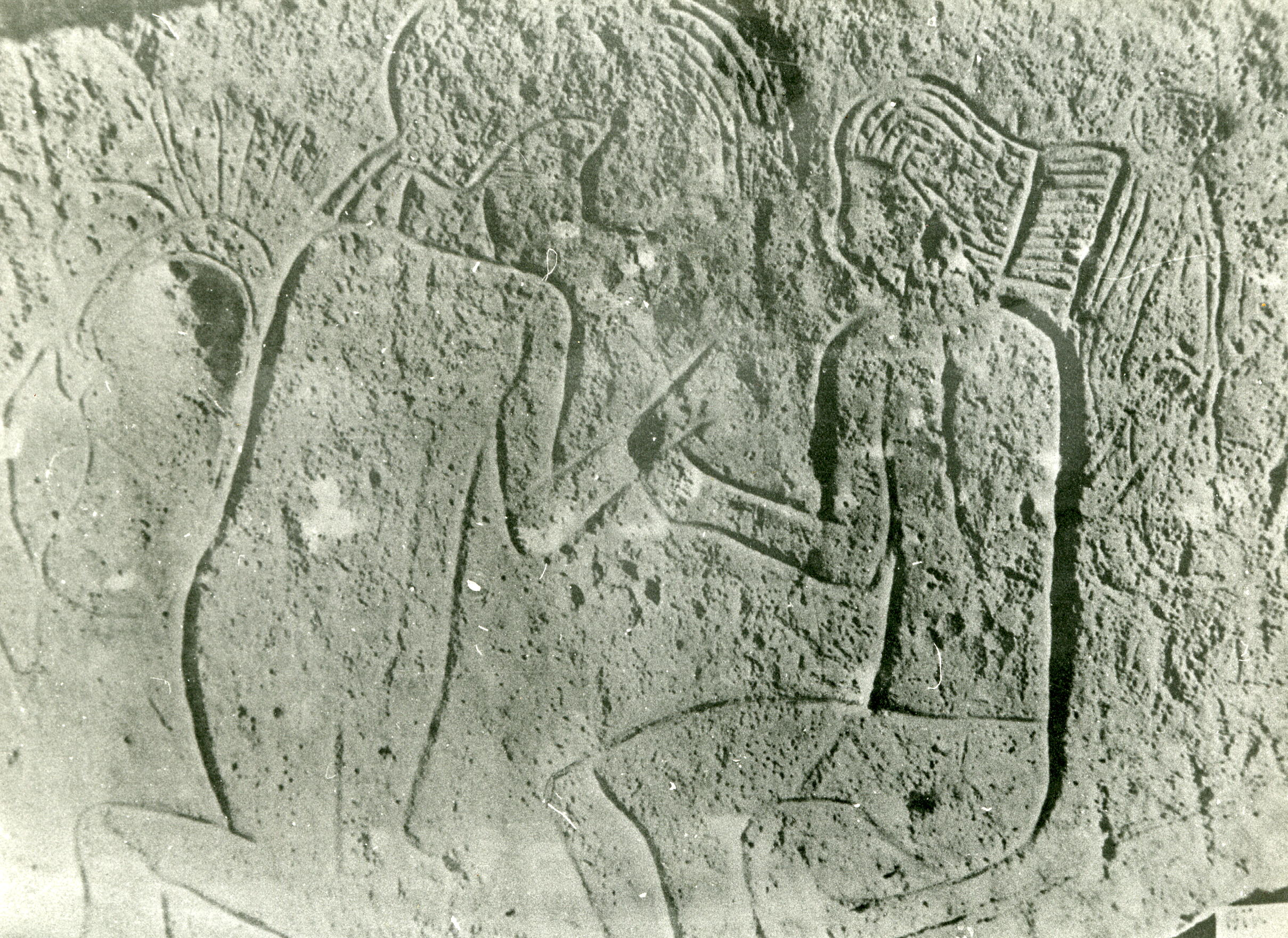
Неолітичні зображення у Джельфі.

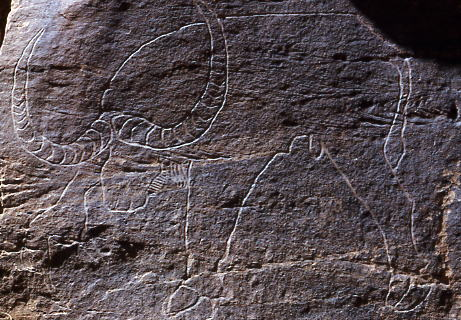
Кеф-ель-Ахалая (південний Оран), великий буйвіл.

Наскельне мистецтво Сахари — серія доісторичних малюнків, вибитих або намальованих на природних скелях у центральній частині пустелі Сахара. Усього налічується близько 3000 таких пам'ятнок, від масиву Тібесті до Ахаггарських гір.

## Археологічні регіони
Нижче наведено далеко не вичерпний список найбільших археологічних регіонів Сахари, де виявлені доісторичні наскельні малюнки:
- Печера Плавців, Єгипет
- Гори Тібесті, Чад
- Ваді-Метхандуш, Лівія
- Тадрарт-Акакус, Лівія
- Тассілін-Адджер, Алжир
- Наскельні малюнки Південного Орана[en], Алжир
- Наскельні малюнки Джельфа[en], Алжир
- Гори Ахаггар, Алжир
- Долина річки Дра, Марокко
- Фігігські петрогліфи[en], Марокко
- Плато Аїр, Нігер
- Наскельне мистецтво з Айн-Сефру[fr]
- Наскельне мистецтво з Ель-Баяда[fr]
- Наскельне мистецтво з Афлу[fr]
- Наскельне мистецтво з Тіарету[fr]
- Наскельне мистецтво з Бу-Сааді[fr] (Алжир)
- Наскельне мистецтво з Костянтини[fr] (Алжир)
- Наскельне мистецтво з Тагіта[fr] (Алжир)
- Наскельне мистецтво з Феззана[fr] (Лівія)

Наскельні малюнки, виявлені у Тассілін-Адджері, на північ від Таманрассета в Алжирі, а також у ряді інших місць, зображують активне життя Північної Африки у період 8000 — 4000 роки до н. е., тобто у період мезоліта. Частина гравюр була виконана носіями капсійської культури епохи неоліта (3000 — 1900 роки до н. е.), коли Сахара являла собою савану, де мешкали африканський буйвіл, слон, носоріг і гіпопотам, тварини, що нині мешкають значно південніше. Зображення дуже докладно передають особливості життя у той період.
Дослідженням наскельного мистецтва Сахари займається Сахарська асоціація археологічних досліджень (Saharan Archaeological Research Association (SARA)).